# Rogério Fernandes (voleibolista)
Rogério Fernandes da Silva (São Gonçalo do Rio Preto, 1 de agosto de 1984) é um voleibolista brasileiro, atuante na posição de Central, com bela trajetória profissional em clubes nacionais e internacionais, entre as conquistas e resultados defendendo clubes, destacam-se:a medalha de ouro no Campeonato Sul-Americano de Clubes  e a medalha de prata no Mundial de Clubes, ambas ocorridas no ano de 2012

## Carreira
Nascido em São Gonçalo do Rio Preto, região de  Diamantina, MG, iniciou sua carreira de voleibolista no Olympico Club, tempos depois tentou maiores chances de projeção nacional no Telemig Celular /Minas defendendo-o no período de 2001-2006. Rogério disputou a Superliga Brasileira A 2004-05 chegando a final e terminando com o vice-campeonato e foi eleito Melhor Bloqueador da edição e foi vice-campeão da Superliga Brasileira A 2005-06, além disso, sagrou-se campeão mineiro de 2005.Rogério também foi campeão paulista  em 2005 quando seu clube representou o Pinheiros.
Em 2006 tem uma passagem pela Ulbra/Uptime e conquistou o título do Campeonato Gaúcho.Na temporada 2006-07 passar a atuar no voleibol europeu, onde defendeu a equipe tradicional italiana da Copra Nordmeccanica Piacenza, iniciando em 28 de dezembro de 2006 neste clube e contribui na bela campanha da temporada, terminando na quarta colocação na fase de classificação da Liga A1 Italiana, e avançando aos playoffs contribuiu para equipe chegar a grande final desta edição, terminando com o vice-campeonato. Disputou também a Copa A1 Itália, sofrendo eliminação nas quartas de final e foi vice-campeão da Copa CEV.
Voltou ao Brasil para defender a Tigre/ Unisul/Joinville na temporada 2007-08 e na Superliga Brasileira A correspondente terminou na quarta colocação, também foi campeão catarinense de 2007 e seu time disputou o Campeonato Mineiro de 2007 como convidado e sagrou-se vice-campeão da edição.
Em 2009 sai novamente do Brasil e passa a defender o Dubai Esport Club nos Emirados Árabes.A Cimed / SKY/Florianópolis em pleno andamento da temporada 2010-11, anuncia para 2011 a contratação de Rogério conquistou o título catarinense de 2011.
Rogério é contratado pelo Cruzeiro na temporada 2011-12 e nesta temporada conquistou seu primeiro título da Superliga Brasileira A 2011-12 e o título do Campeonato Mineiro de 2011 e o título do Torneio Internacional de Irvine, nos Estados Unidos.
Renovou com o Sada/Cruzeiro para temporada 2012-13 e foi campeão do Campeonato Mineiro de 2012. Ainda em 2012 conquistou o título do Campeonato Sul-Americano de Clubes e a qualificação para o Campeonato Mundial de Clubes no Qatar.Rogério esteve a ponto de conquistar seu bicampeonato da Superliga Brasileira A consecutivamente, mas na final terminou com o vice-campeonato da Superliga Brasileira A 2012-13.
Depois da saída do Sada/Cruzeiro acerta com SESI-SP para temporada 2013-14 e conquistou o título do Campeonato Paulista de 2013.

## Clubes
| Clube                        | País                   | De   | Até  |
| Olympico Club                | Brasil                 | ?    | 2001 |
| Telemig Celular /Minas       | Brasil                 | 2001 | 2005 |
| Pinheiros/Telemig            | Brasil                 | 2005 | 2005 |
| Telemig Celular /Minas       | Brasil                 | 2005 | 2006 |
| Ulbra/Uptime                 | Brasil                 | 2006 | 2006 |
| Copra Nordmeccanica Piacenza | Itália                 | 2006 | 2007 |
| Tigre/ Unisul/Joinville      | Brasil                 | 2007 | 2008 |
| Dubai Esport Club            | Emirados Árabes Unidos | 2009 | 2009 |
| Cimed / SKY/Florianópolis    | Brasil                 | 2011 | 2011 |
| Sada Cruzeiro                | Brasil                 | 2011 | 2013 |
| SESI-SP                      | Brasil                 | 2013 | 2014 |

## Títulos e Resultados
- 2004-05- Vice-campeão da Superliga Brasileira A[3]
- 2005- Campeão do Campeonato Paulista[3]
- 2005- Campeão do Campeonato Mineiro[3]
- 2005-06- Vice-campeão da Superliga Brasileira A[3]
- 2006- Campeão do Campeonato Gaúcho[3]
- 2006-07-Vice-campeão do Liga A1 Italiana[5]
- 2006-07-1/4 do Copa A1 Italiana[5]
- 2006-07-Vice-campeão da Copa CEV[5]
- 2007- Campeão do Campeonato Catarinense[7]
- 2007- Vice-campeão do Campeonato Mineiro[8]
- 2007-08-4o Lugar da Superliga Brasileira A[6]
- 2011- Campeão do Campeonato Catarinense[10]
- 2011- Campeão do Campeonato Mineiro[13]
- 2011- Campeão do Torneio Internacional de Irvine ( Estados Unidos)[14]
- 2011-12- Campeão da Superliga Brasileira A[12]
- 2012- Campeão do Campeonato Mineiro[13]
- 2012-13- Vice-campeão da Superliga Brasileira A[16]
- 2013- Campeão do Campeonato Paulista[18]

## Prêmios Individuais
- Melhor Bloqueador da Superliga Brasileira de Voleibol Masculino de 2004-05[3]

## Ligações Externas
- FIVB- Profile Rogério (en)